# Preto no Branco 3
Preto no Branco 3 é um álbum ao vivo da banda brasileira Preto no Branco, lançado em março de 2019 pela gravadora Universal Music Brasil.
O disco caracteriza a banda como um duo, e foi produzido após a saída do tecladista e vocalista Weslei Santos. Clovis Pinho é o compositor de quase todas as faixas, duas delas em colaboração com o cantor Estêvão Queiroga. O disco ainda trouxe participações de artistas como Nívea Soares, Marcos Almeida, César Menotti & Fabiano, Kivitz, Paulo Nazareth, entre outros.

## Lançamento e recepção
| Críticas profissionais | Críticas profissionais |
| Avaliações da crítica  | Avaliações da crítica  |
| Fonte                  | Avaliação              |
| ---------------------- | ---------------------- |
| Super Gospel           | [ 3 ]                  |

Preto no Branco 3 recebeu críticas favoráveis. Em avaliação publicada pelo Super Gospel, foi dito que o projeto "é o primeiro disco desde D'Alma (2005), do Apocalipse 16, bem-sucedido em retratar a cultura negra com a realidade evangélica". Mais tarde, foi eleito pelo portal o 6º melhor álbum de 2019 e, no mesmo ano, também foi indicado ao Grammy Latino.

## Faixas
1. "Estado de Graça"
2. "O Leão e a Igreja"
3. "Meu Grande Amor"
4. "Lágrimas no Olhar"
5. "Se Organize"
6. "Com Você eu Topo"
7. "O Autor"
8. "Linha do Tempo"
9. "O Sonho"
10. "Sensacional"